# Emil Buomberger
Emil Buomberger (* 10. Juni 1877 in Oberuzwil; † 2. März 1939 in Zürich) war ein Schweizer Jurist, Journalist, Redaktor, Schriftsteller und Politiker (CVP).

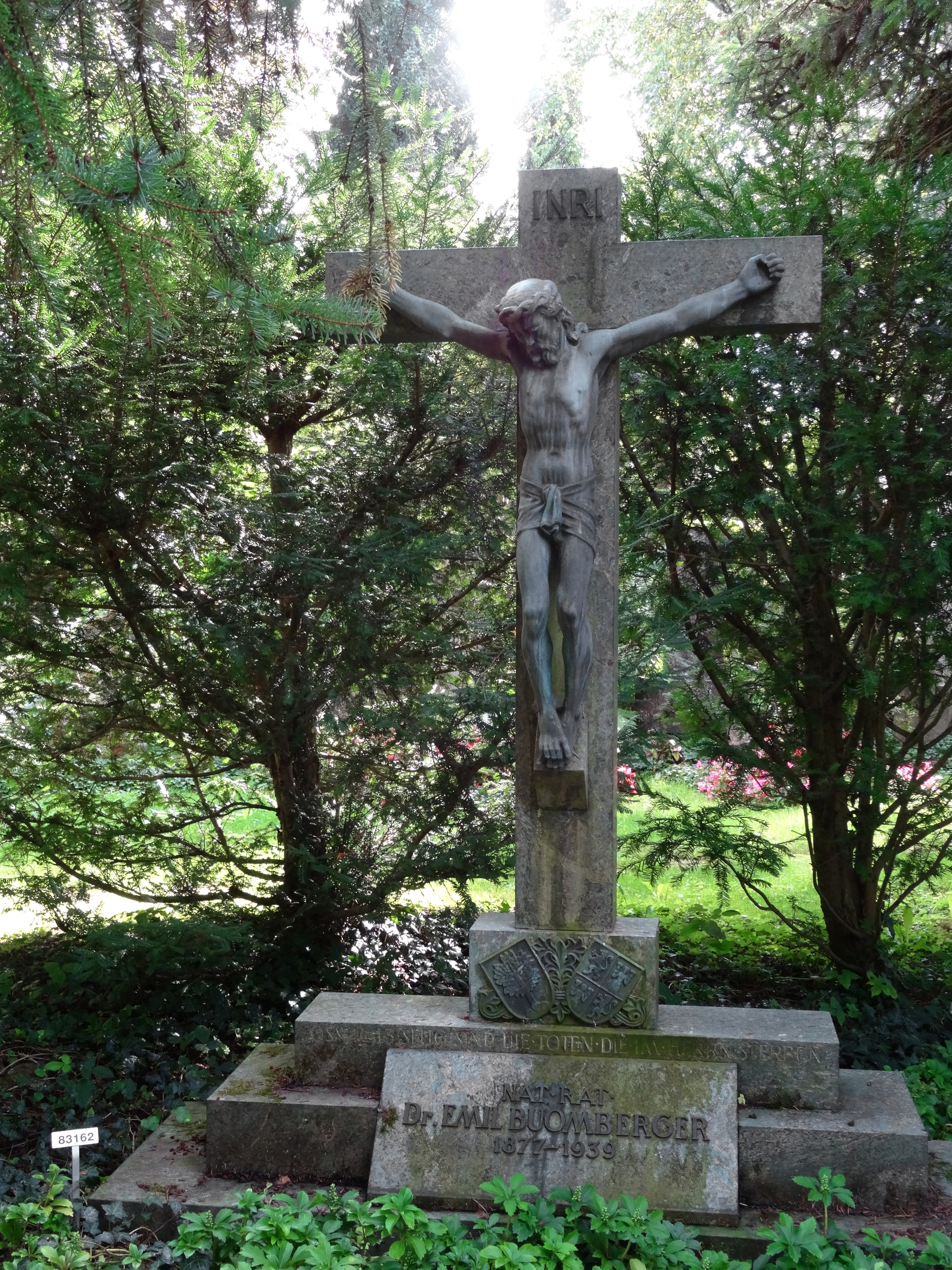
Grab Emil Buombergers, Friedhof Enzenbühl, Zürich

## Leben und Werk
Emil Buomberger studierte Rechtswissenschaften. Als Redaktor war er von 1900 bis 1904 für den Fürstenländer in Gossau und von 1904 bis 1920 für die Ostschweiz in St. Gallen tätig. Von 1924 bis 1933 war er Redaktor der Neuen Zürcher Nachrichten in Zürich. 
Buomberger war während Jahrzehnte im leitenden Ausschuss des Schweizerischen katholischen Volksvereins und von 1927 bis 1934 dessen Zentralpräsident. 1921 erhielt er die Ehrendoktorwürde der Universität Graz, in Anerkennung seiner Kinderhilfe in Wien nach 1918.
Emil Buomberger war dreimal verheiratet. Seine letzte Ruhestätte fand er auf dem Friedhof Enzenbühl in Zürich.

## Politische Ämter
- 1910–1921: Mitglied des St. Galler Gemeinderats
- 1921–1924: Mitglied des Erziehungsrats der Stadt St. Gallen
- 1925–1933: Mitglied des Grossen Stadtrats
- 1933–1938: Erster christsozialer Vertreter im Stadtrat von Zürich
- 1936–1939: Nationalrat